# 𥒥北礁
𥒥北礁 ( 越南语：／ ) , 是越南命名的南沙群岛的一个地理实体。它包括礼乐南滩和阳明礁 ( 越南称其为苦鶥礁和坵痂礁 )。该实体尚不清楚我们国家的相应名称。 这个珊瑚礁位于安塘滩的东侧，并位于礼乐滩的最南端。
𥒥北礁是越南、台湾、菲律宾和中国之间的争议对象。目前尚不清楚哪个国家真正控制着这个珊瑚礁。

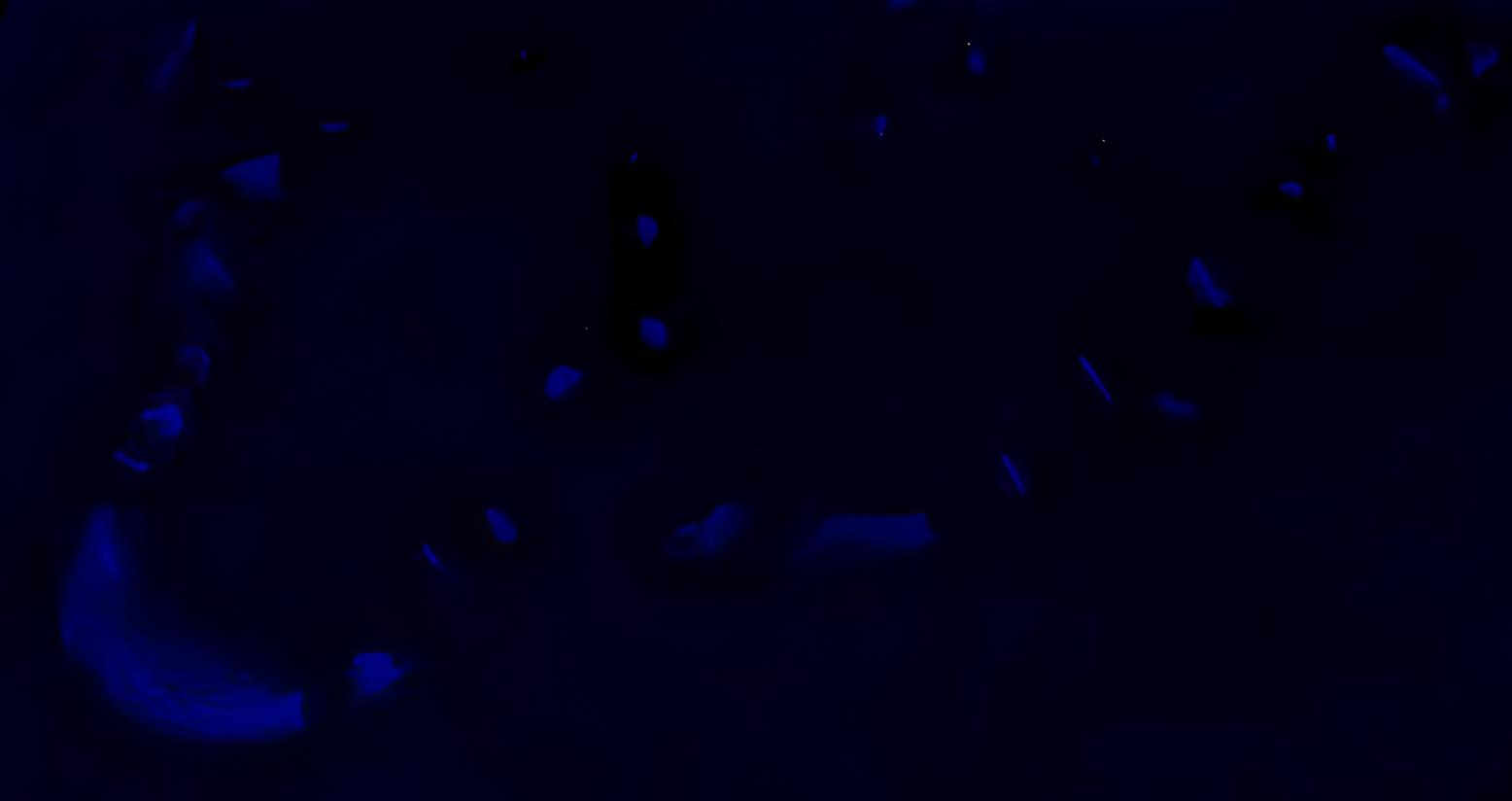
𥒥北礁的卫星图像。